# Luna 2
Luna 2 (E-1A series) là tàu vũ trụ thứ hai của Liên Xô được phóng về phía Mặt Trăng. Đây là lần đầu tiên một tàu vũ trụ của con người tiếp cận đến Mặt Trăng. Nó đáp xuống bề mặt phía Tây của Mặt Trăng, gần các miệng núi lửa như Aristides, Archimedes, và Autolycus. Luna 2 là sự phát triển tương tự từ Luna 1, một tàu vũ trụ hình cầu với an-ten nhô ra và các công cụ điều khiển từ xa khác. Những công cụ khác trên Luna 2 cũng tương tự như Luna 1, bao gồm scintillation counters (hiểu nôm na là Máy đếm tia sáng), ống đếm Geiger, Từ kế, Máy đo Cherenkov, và Vệ tinh vi thiên thạch (tên nguồn:micrometeorite detectors). Tuy vậy, Luna 2 không được trang bị động cơ đẩy.

## Ý nghĩa và sứ mệnh
Luna 2 trở nên nổi tiếng với sự khám phá ra Gió Mặt trời sớm nhất. Với các bán cầu bẫy ion (tên nguồn: hemispherical ion traps) được phát triển bởi Konstantin Gringauz. Tàu Luna 1 trước kia cũng đã phát hiện ra các ion nhưng không chính xác lắm. Do vậy, lần này Gringauz đã thay đổi 4 dụng cụ cảm ứng thành một mặt tứ diện, thay vì trước đó là mặt phẳng 2 chiều.
Sau khi được phóng vào ngày 12/9/1959, Luna 2 rời khỏi gian đoạn thứ 3, bắt đầu cuộc hành trình về phía Mặt Trăng. Ngày 13/9, Luna 2 nhả ra 1 đám khí Natri màu cam để thử nghiệm về các hoạt động của khí trong không gian trên Mặt Trăng. Ngày 14/9, sau 33,5 giờ bay trong khôn gian, các sóng Radio truyền từ nó đột ngột bị đứt, nó đã chịu sự va chạm với Mặt Trăng.